# Untrue
Untrue — второй студийный альбом британского электронного музыканта Burial, вышедший 5 ноября 2007 года на независимом лейбле Hyperdub и выдержанный в жанре дабстеп.

## Запись
Для интро «Untitled» был использован семпл из фильма «Внутренняя империя» Дэвида Линча. Для композиции «Archangel» семплы взяты из «One Wish» Ray J и из игры Metal Gear Solid 2: Sons of Liberty. Для трека «Ghost Hardware» использованы семплы из а капелльной версии «Beautiful» Кристины Агилеры и из Metal Gear Solid. Композиция «Endorphin» содержит семпл из «Lost Carol» Акиры Ямаока и Мэри Элизабет МакГлинн. Трек «Etched Headplate» содержит семплы из «Angel» Аманды Перес и «Ready For Love» Индии Ари. «In McDonalds» содержит семпл «I Refuse» Алии. «Untrue» содержит семпл из «Resentment» Бейонсе. «Shell of Light» содержит семпл из «Whisper» Эрни Хальтера.

## Признание
| Совокупная оценка          | Совокупная оценка |
| Источник                   | Оценка            |
| -------------------------- | ----------------- |
| Metacritic                 | 90/100            |
| Оценки критиков            |                   |
| Источник                   | Оценка            |
| AllMusic                   | [ 2 ]             |
| Blender                    | [ 3 ]             |
| The Guardian               | [ 4 ]             |
| MSN Music (Consumer Guide) | A                 |
| The Observer               | [ 6 ]             |
| Pitchfork                  | 8.4/10            |
| Q                          | [ 8 ]             |
| Resident Advisor           | 5/5               |
| Spin                       | [ 10 ]            |
| URB                        | [ 11 ]            |

Альбом попал во многие списки лучших альбомов 2007 года: 2 место по мнению журнала The Wire и 10 место на портале Pitchfork Media. Альбом попал на 2 место в списке самых высокооценённых альбомов 2007 года, составленном порталом Metacritic. Подводя итоги десятилетия, британский журнал Fact назвал Untrue лучшим альбомом.

## Список композиций
Все треки написаны и спродюсированы Burial.
| №                   | Название            | Длительность |
| ------------------- | ------------------- | ------------ |
| 1.                  | Без названия        | 0:46         |
| 2.                  | «Archangel»         | 3:58         |
| 3.                  | «Near Dark»         | 3:54         |
| 4.                  | «Ghost Hardware»    | 4:53         |
| 5.                  | «Endorphin»         | 2:57         |
| 6.                  | «Etched Headplate»  | 5:59         |
| 7.                  | «In McDonalds»      | 2:07         |
| 8.                  | «Untrue»            | 6:16         |
| 9.                  | «Shell of Light»    | 4:40         |
| 10.                 | «Dog Shelter»       | 2:59         |
| 11.                 | «Homeless»          | 5:20         |
| 12.                 | «UK»                | 1:40         |
| 13.                 | «Raver»             | 4:59         |
| Общая длительность: | Общая длительность: | 50:28        |

| №                   | Название            | Длительность |
| ------------------- | ------------------- | ------------ |
| 14.                 | «Shutta»            | 5:02         |
| 15.                 | «Exit Woundz»       | 5:49         |
| Общая длительность: | Общая длительность: | 61:19        |

| №                   | Название            | Длительность |
| ------------------- | ------------------- | ------------ |
| 1.                  | «Archangel»         | 3:58         |
| 2.                  | «Near Dark»         | 3:54         |
| 3.                  | «Homeless»          | 5:20         |
| 4.                  | «Shell of Light»    | 4:40         |
| 5.                  | «Raver»             | 4:59         |
| 6.                  | «Etched Headplate»  | 5:59         |
| 7.                  | «Untrue»            | 6:16         |
| 8.                  | «UK»                | 1:40         |
| 9.                  | «Endorphin»         | 2:57         |
| 10.                 | «In McDonalds»      | 2:07         |
| Общая длительность: | Общая длительность: | 39:44        |

| №                   | Название            | Длительность |
| ------------------- | ------------------- | ------------ |
| 1.                  | Без названия        | 1:25         |
| 2.                  | «Archangel»         | 4:00         |
| 3.                  | «Near Dark»         | 3:54         |
| 4.                  | «Ghost Hardware»    | 4:49         |
| 5.                  | «Endorphin»         | 3:01         |
| 6.                  | «Etched Headplate»  | 5:59         |
| 7.                  | «In Mcdonalds»      | 2:14         |
| 8.                  | «Untrue»            | 6:17         |
| 9.                  | «Shell Of Light»    | 4:39         |
| 10.                 | «Dog Shelter»       | 3:01         |
| 11.                 | «Homeless»          | 5:21         |
| 12.                 | «UK»                | 1:40         |
| 13.                 | «Raver»             | 4:57         |
| Общая длительность: | Общая длительность: | 51:17        |